# كريس دويغ
كريس دويغ (بالإنجليزية: Chris Doig)‏ هو لاعب كرة قدم بريطاني في مركز الدفاع، ولد في 13 فبراير 1981 في دامفريس ‏ في المملكة المتحدة. شارك مع منتخب اسكتلندا تحت 21 سنة لكرة القدم ومنتخب اسكتلندا لكرة القدم. أما مع النوادي، فقد لعب مع سنترال كوست مارينرز وغريمسبي تاون وكوين أوف ساوث ونادي ألدرشوت تاون ونادي يورك سيتي ونوتينغهام فورست ونورثامبتون تاون.

## وصلات خارجية
- كريس دويغ على موقع قاعدة بيانات كرة القدم.إي يو (الإنجليزية)
- كريس دويغ على موقع Soccerbase.com (لاعب) (الإنجليزية)
- كريس دويغ على موقع Soccerway.com (الإنجليزية)
- كريس دويغ على موقع عالم كرة القدم.نت (الإنجليزية)